# Meiboombouwer
De meiboombouwer (Prionodura newtoniana; synoniem: Amblyornis newtonianus) is een zangvogel uit de familie prieelvogels (Ptilonorhynchidae). Deze vogel is genoemd naar de Britse ornitholoog Alfred Newton.

## Kenmerken
De meiboombouwer is een middelgrote zangvogel met een lengte van 23 tot 25 centimeter. Deze soort vertoont seksuele dimorfie. Het mannetje is roodbruin op de wangen en de oorstreek en heeft een geeloranje kruin, roodbruine bovendelen, geeloranje onderdelen en een geeloranje staart met roodbruine middenstreep. Het vrouwtje verschilt sterk van het mannetje, ze is donker olijfbruin van boven en grauwgrijs van onder. Beide geslachten hebben donkerbruine benen.

## Verspreiding en leefgebied
Deze vogel is endemisch in Australië en komt enkel voor in de noordoostelijke staat Queensland. De natuurlijke habitats zijn subtropische of tropische vochtige bergbossen. De habitats bevinden zich op hoogte tot 700 meter boven zeeniveau.

## Status
De grootte van de populatie is in 2016 geschat op 34.000 volwassen vogels. Het verspreidingsgebied is klein en aangenomen wordt dat de aantallen snel achteruitgaan. Op de Rode lijst van de IUCN heeft deze soort daarom de status gevoelig.